# Communauté japonaise de Paris
L'aire urbaine de Paris inclut une communauté japonaise. En 2013, le nombre officiel de résidents japonais à Paris était de 16 277.

## Histoire
Au début des années 1960, les magasins duty free approvisionnant les visiteurs japonais ont ouvert à Paris. Ensuite, des entreprises ont ouvert pour les résidents à long terme. Le directeur de la publication OVNI, Bernard Bérnaud, a déclaré que « le nombre de Japonais qui viennent vivre en France était très petit jusqu'en 1965 ou même dans les années 70 ». En 1991, Jessica Rutman de Look Japan (en) a déclaré qu'en raison de la situation économique du Japon, les migrants japonais n'ont pas attisé les tensions nationalistes mises en évidence par les immigrants provenant d'Afrique ou de Chine.

## Répartition géographique
Alors que d'autres communautés asiatiques sont arrivées à Paris en tant que réfugiés pauvres et se regroupent pour former des quartiers tels que les quartiers asiatiques de Paris, en 1995 les Japonais sont venus principalement pour des séjours relativement courts et vivent à proximité de leurs lieux de travail. Tatsuio Arai, le premier secrétaire de l'ambassade du Japon à Paris, a déclaré en 1995 qu'il y avait peu de zones à Paris avec des concentrations élevées de résidents japonais excepté la Maison du Japon, une maison de pension pour les étudiants japonais. Isabelle Molieux, la gérante d'une épicerie traiteur pour les expatriés japonais qui a été citée dans The New York Times, a déclaré en 1995 qu'elle pense que la communauté japonaise est « très individualiste » et qu'ils préfèrent ne pas affirmer publiquement leur identité japonaise mais s'adapter à la culture parisienne. C'est pour cela qu'ils seraient moins enclins à vivre dans la même zone.
En 2013, les hommes d'affaires japonais ont tendance à s'installer dans des immeubles locatifs dans l'ouest de Paris et dans la banlieue ouest de Paris, principalement dans le 15e arrondissement et le 16e arrondissement de Paris.

## Éducation

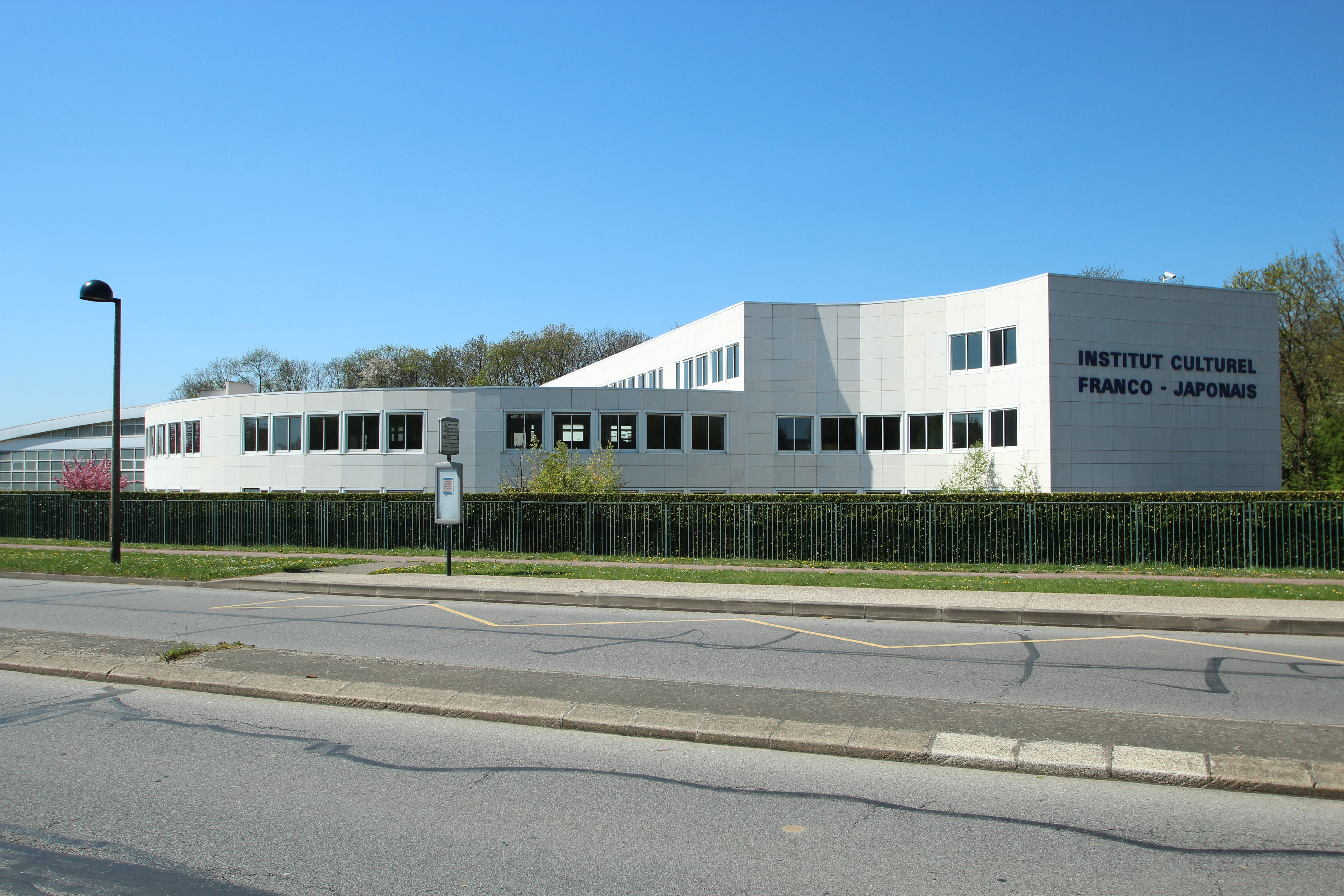
Institut culturel franco-japonais - École japonaise de Paris.

L'Institut culturel franco-japonais - École japonaise de Paris est la seule école japonaise à l'étranger de France et est situé à Montigny-le-Bretonneux. Il a ouvert au Trocadéro en 1973 avant de déménager vers son emplacement actuel en 1990.
Pour l'enseignement secondaire des élèves fréquentent l'International School of Paris (en) (ISP).

## Institutions

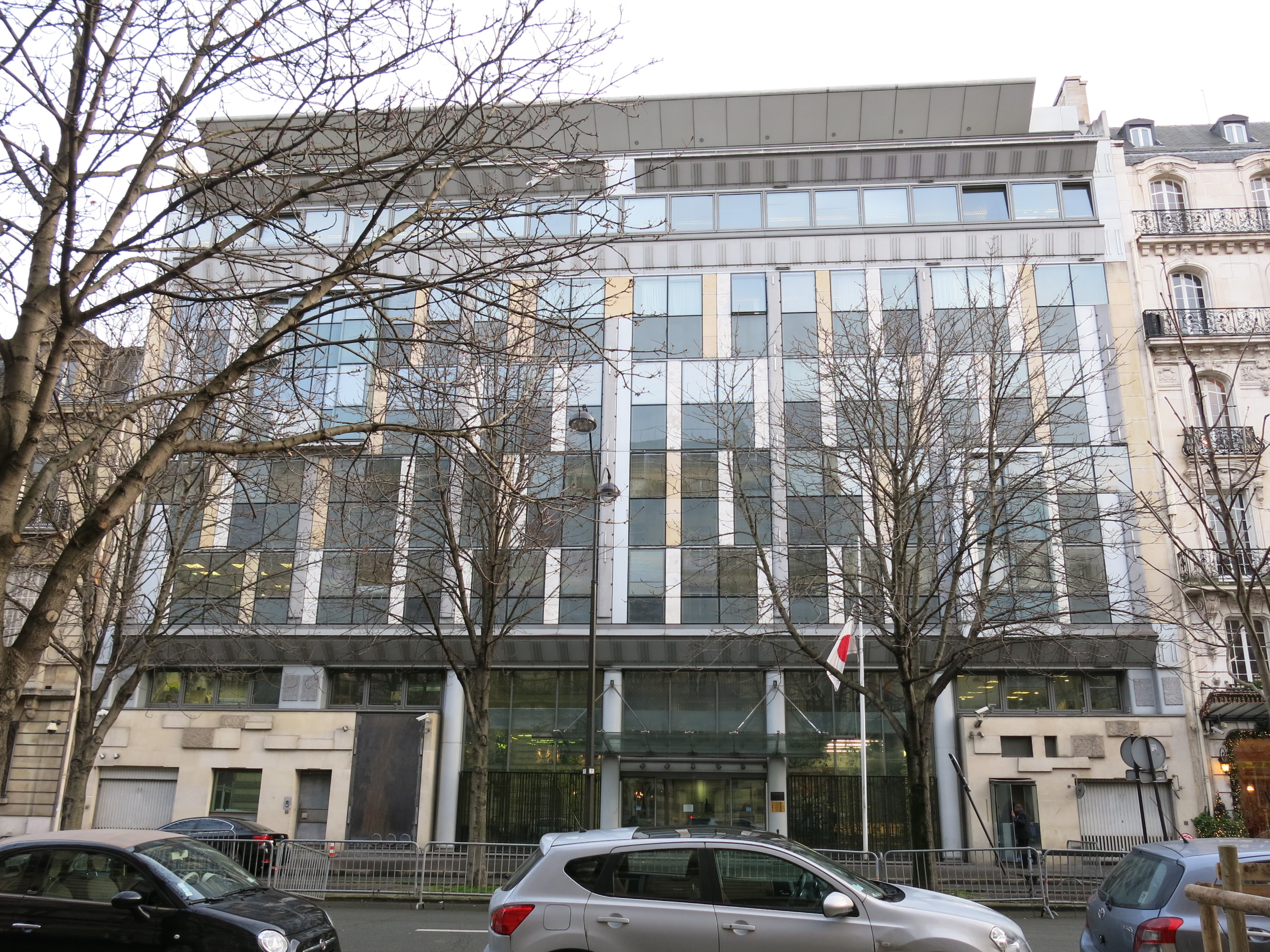
L'ambassade du Japon en France.

Le gouvernement japonais est représenté diplomatiquement en France grâce à l'ambassade du Japon en France.

## Media
En 2013, il y avait sept digests en langue japonaise à Paris. Journal Japon inclut des informations sur le passé culturel japonais ainsi que les actualités ou services japonais. Journal Japon est publié par l'Association Amicale des Ressortissants Japonais en France. L'association publie également le Guide japonais pour vivre à Paris qui énumère les activités culturelles.